# Uperoleia mimula
Uperoleia mimula är en groddjursart som beskrevs av Davies, McDonald och Chris J. Corben 1986. Uperoleia mimula ingår i släktet Uperoleia och familjen Myobatrachidae. IUCN kategoriserar arten globalt som livskraftig. Inga underarter finns listade i Catalogue of Life.

## Bildgalleri

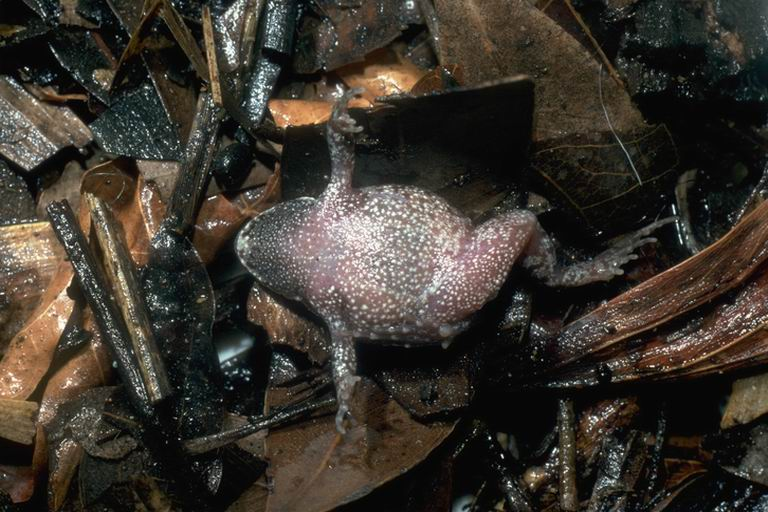